# Iryastenga
Iryastenga est une localité située dans le département de Kaya de la province du Sanmatenga dans la région Centre-Nord au Burkina Faso.

## Géographie
Iryastenga est située à 5 km au sud-ouest du centre de Kaya, la principale ville de la région. Le village est traversé par la route régionale 14 reliant Kaya à Mané.

## Éducation et santé
Le centre de soins le plus proche de Iryastenga est le centre hospitalier régional (CHR) de Kaya.
Il existe, depuis 2009, une école primaire publique de trois classes dans le secteur mais sujette à contentieux d'appartenance territoriale avec le village voisin de Gantodogo, bien que l'établissement accueille les enfants des deux villages.